# Emil Biela

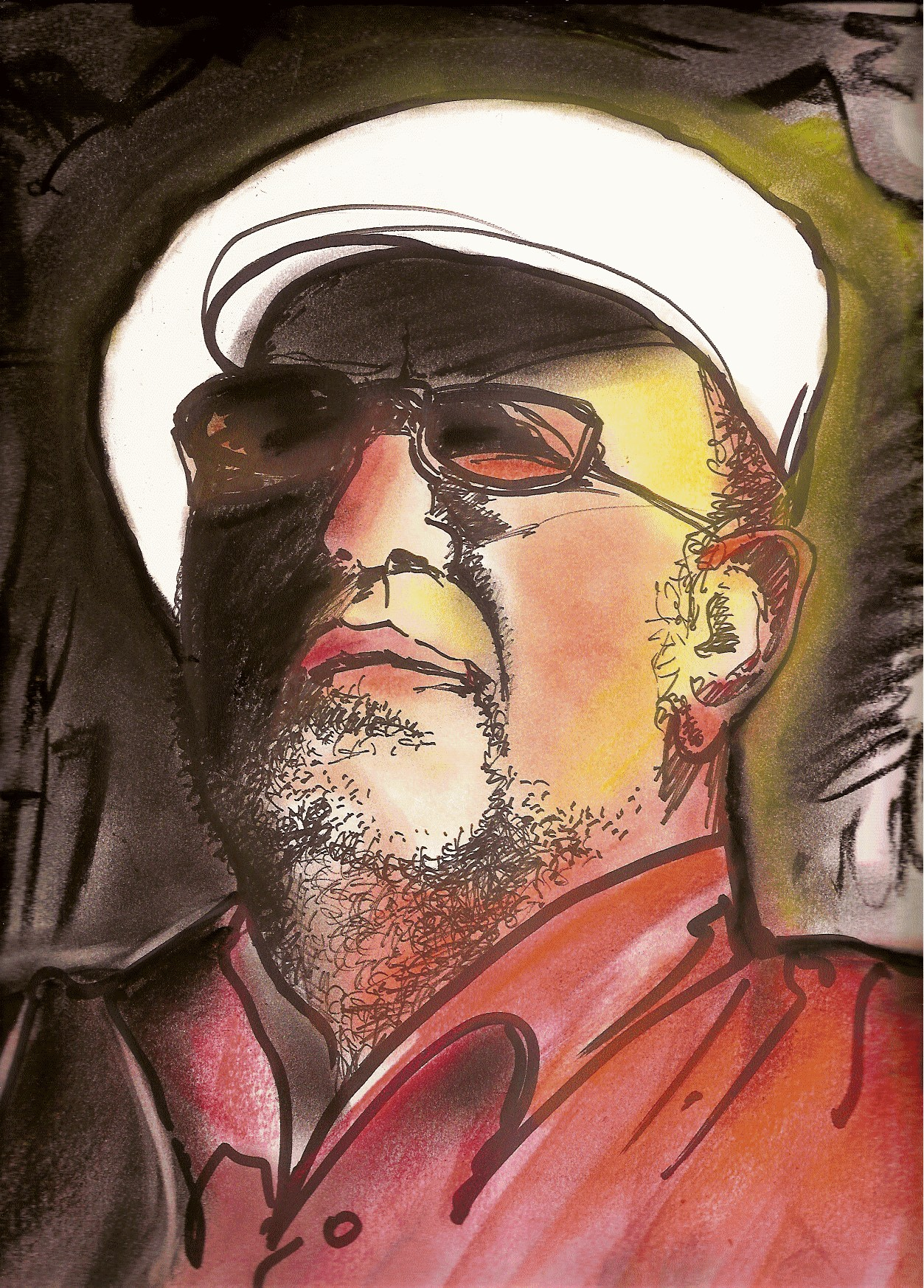
Emil Biela, Malerei von Zbigniew Kresowaty

Emil Biela (* 27. Juli 1939 in Myślenice; † 19. April 2021 ebenda) war ein polnischer Schriftsteller und Literaturkritiker.

## Leben
Biela besuchte das Gymnasium in Myślenice und absolvierte anschließend ein zweijähriges Studium der Polonistik an der Fachschule für Lehrerausbildung (polnisch Studium Nauczycielskie) in Krakau. Ab 1958 unterrichtete er an Grundschulen in Głogoczów und Pcim und ab 1964 in Myślenice. Daneben führte er sein Studium an der Pädagogischen Hochschule in Krakau fort, wo er 1967 den Magister erwarb. Als Lyriker debütierte er 1962 mit mehreren Gedichten, die in der Zeitschrift Głos Nauczycielski erschienen. Seine Prosatexte, Gedichte und Rezensionen veröffentlichte er ab 1965 in Życie Literackie und Tygodnik Kulturalny und ab 1966 in Kierunki, Za i przeciw, Poezja und Nadodrze. In den Verband der Polnischen Literaten wurde er 1971 aufgenommen. An der Pädagogischen Hochschule Krakau nahm er 1974 ein Promotionsstudium auf, das er 1980 mit der Arbeit Rola pieniądza w życiu dziecka (Doktormutter: Irena Isterewicz) abschloss. Daneben veröffentlichte er seine Gedichte und Rezensionen in mehreren Zeitschriften, so ab 1972 in Słowo Powszechne und Polonistyka, von 1977 bis 1979 in Fakty, von 1978 bis 1981 in Dziennik Ludowy, ab 1979 in Profile und ab 1985 in Miesięcznik Literacki. Auch in den Kinderzeitschriften Płomyczek und Świerszczyk publizierte er von 1977 bis 1984 seine Texte. Nach seiner Pensionierung 1988 widmete er sich weiterhin seinem schriftstellerischen Schaffen. Daneben redigierte er von 1992 bis 1994 die Jugendzeitschrift Prymus. Ab 2000 publizierte er in Akant, Radostowa und Gazeta Kulturalna.
Biela lebte in Myślenice.

## Werke

### Prosa
- Pasaże, 1967
- Księga stwarzania jego świata, 1971
- Powrót marnotrawnego, 1972
- Fontanna, 1980
- Za zdrowie Mojżesza! Opowiadania, 1995
- Uczeń żebraka. Miniopowiadania, 2001
- Czarne drzwi. Powieść, 2006

### Lyrik
- Fascynacje, 1968
- Mity Izydy, 1968
- Srebrna gałąź, 1968
- Jasnowdzięczni, 1970
- Papierowe okręty, 1979
- Myślenicka lirykoteka, 1993
- Antysonety i kontroktawy, 1993
- Septymy z prywatnego kraju, 1994
- Czarny galop, który miał być biały. (Trakloktawy), 1995
- Niedziela dzień jastrzębia, 1995
- Droga krzyżowa (czyli spowiedź cierniowa), 1996
- Szukanie radości, 1997
- Śpiew kwiatów, 1998
- Haiku, 2000
- Poblask słowa, 2006
- W drodze do Damaszku, 2007

### Kinderbücher
- Siedem baśni siedmioraczków, 1981
- Cztery baśnie w jednej baśni, 1984

## Auszeichnungen
- 1988: Ritterorden Polonia Restituta